# Rock ’n’ Roll Kids
A Rock 'n' Roll Kids (magyarul: Rock 'n' roll kölykök) című dal volt az 1994-es Eurovíziós Dalfesztivál győztes dala, melyet az ír Paul Harrington és Charlie McGettigan adott elő angol nyelven.

## Az Eurovíziós Dalfesztivál
A dal a március 13-án rendezett ír nemzeti döntőn nyerte el az indulás jogát.
A dal – a dalcím ellenére – egy ballada, melyben az énekesek nosztalgiával gondolnak vissza fiatalkorukra. A dalverseny történetében ez volt az első alkalom, hogy egy férfi-duett nyert.
Az április 30-án rendezett döntőben a fellépési sorrendben harmadikként adták elő, a finn CatCat Bye Bye Baby című dala után, és a ciprusi Evridiki Ime Anthropos Ki Ego című dala előtt. A szavazás során kétszázhuszonhat pontot szerzett, mely az első helyet érte a huszonöt fős mezőnyben. Ez volt Írország sorozatban harmadik, összesen rekordot jelentő hatodik győzelme.
A következő ír induló Eddie Friel Dreamin' című dala volt az 1995-ös Eurovíziós Dalfesztiválon.
A következő győztes a norvég Secret Garden Nocturne című dala volt.

### Kapott pontok
| Pontok                                        | 10 | 7 |  | 8 | 12 | 10 | 12 | 12 | 12 | 10 | 8 | 5 | 12 | 12 | 6 | 10 | 12 | 10 | 0 | 10 | 10 | 10 | 12 | 8 | 8 |
| A tábla a fellépés sorrendjében van rendezve. |    |   |  |   |    |    |    |    |    |    |   |   |    |    |   |    |    |    |   |    |    |    |    |   |   |

## Slágerlistás helyezések
| Slágerlisták (1994) | Lh.* |
| ------------------- | ---- |
| Belgium             | 42   |
| Hollandia           | 30   |
| Írország            | 2    |

*Lh. = Legjobb helyezés.

## Külső hivatkozások
- Dalszöveg
- YouTube videó: A Rock 'n' Roll Kids című dal előadása a dublini döntőn